# Liste der Nummer-eins-Hits in Belgien (1992)
Diese Liste enthält alle Nummer-eins-Hits in Belgien im Jahr 1992. Es gab in diesem Jahr 18 Nummer-eins-Singles.
| Singles |
| --- |
| - Michael Jackson – Black or White - 5 Wochen (14. Dezember 1991 – 17. Januar 1992) - Nirvana – Smells Like Teen Spirit - 2 Wochen (18. Januar – 31. Januar) - George Michael & Elton John – Don’t Let the Sun Go Down on Me - 6 Wochen (1. Februar – 13. März) - The Radios – She Goes Nana - 2 Wochen (14. März – 27. März, insgesamt 4 Wochen) - Michael Jackson – Remember the Time - 1 Woche (28. März – 3. April) - Genesis – I Can’t Dance - 1 Woche (4. April – 10. April) - The Radios – She Goes Nana - 2 Wochen (11. April – 24. April, insgesamt 4 Wochen) - Red Hot Chili Peppers – Under the Bridge - 2 Wochen (25. April – 8. Mai) - Mr. Big – To Be with You - 2 Wochen (9. Mai – 22. Mai) - Double You – Please Don’t Go - 4 Wochen (23. Mai – 19. Juni) - SNAP! – Rhythm Is a Dancer - 2 Wochen (20. Juni – 3. Juli) - Kris Kross – Jump - 1 Woche (4. Juli – 10. Juli) - Guns N’ Roses – Knockin’ on Heaven’s Door - 6 Wochen (11. Juli – 21. August) - Dr. Alban – It’s My Life - 5 Wochen (22. August – 25. September, insgesamt 6 Wochen) - Roxette – How Do You Do - 1 Woche (26. September – 2. Oktober) - Dr. Alban – It's My Life - 1 Woche (3. Oktober – 9. Oktober, insgesamt 6 Wochen) - Vaya Con Dios – Heading for a Fall - 5 Wochen (10. Oktober – 13. November, insgesamt 6 Wochen) - Brian May – Too Much Love Will Kill You - 1 Woche (14. November – 20. November) - Vaya Con Dios – Heading for a Fall - 1 Woche (21. November – 27. November, insgesamt 6 Wochen) - Inner Circle – Sweat (A La La La La Long) - 3 Wochen (28. November – 18. Dezember) - One More Time – Highland - 3 Wochen (19. Dezember 1992 – 8. Januar 1993) |

Siehe auch: Nummer-eins-Hits 1992 in  Australien, Dänemark, Deutschland, Finnland, Frankreich, Irland, Italien, Japan, Kanada, Neuseeland, den Niederlanden, Norwegen, Österreich, Schweden, der Schweiz, Spanien, Ungarn, den Vereinigten Staaten und im Vereinigten Königreich.